# AK-74
AK-74 (ryska, Автоматический карабин - 74, Штурмовая винтовка 1974, "Automatkarbin modell 1974") är en automatkarbin som ersatte AK-47 som det ryska infanteriets huvudbeväpning med början 1974. Kaliber 5,45 x 39 mm och standardmagasinkapacitet på 30 patroner. Tillverkades även i Rumänien, Östtyskland, Polen och Bulgarien under kalla kriget.
Den har numera börjat ersättas av AK-12 och AK-15.
Varianter:
- AKS-74 - fallskärmsjägarversion med infällbar kolv
- AKS-74U - nerkortad variant av fallskärmsjägarversionen
- AK-74N - AK-74 anpassad för montering av ett mörkersikte
- AK-74M - moderniserad variant som började tillverkas 1991, nuvarande standardversion